# Malaria!
Malaria! is een Duitse voormalige band uit de Neue Deutsche Welle en postpunk. De band bestond uitsluitend uit vrouwen en werd bekend door hun hit Kaltes Klares Wasser en album New York Passage, wat in de Verenigde Staten en diverse Europese landen in de top 10 van de hitlijsten belandde.

## Geschiedenis
Malaria! werd in 1981 opgericht door oud-Mania D-leden Gudrun Gut en Bettina Köster. Al snel voegden Manon Pepita Duursma, Christine Hahn en Susanne Kuhnke zich bij de band, die daarvoor al respectievelijk met Nina Hagen, Glenn Branca en Die Haut hadden samengewerkt.
Medio jaren tachtig verlieten Hahn en Kuhnke de band. De drie overgebleven leden - Gut, Köster en Duursma - gingen echter door en brachten van 1992 tot 2002 nieuw werk uit.

## Muziekstijl
Stilistisch varieerde Malaria! tussen darkwave en alternatieve avant-gardemuziek, in de stijl van Einstürzende Neubauten. Hun bekendste nummer was Kaltes Klares Wasser, dat aanvankelijk als live-act voor een tournee in Brussel was geschreven. Na het uitbrengen van het nummer groeide het echter al snel uit tot een undergroundhit. Daarna ging de band op toer met Nina Hagen, John Cale en The Birthday Party.

## Discografie

### Albums
| Album met eventuele hitnotering(en) in de Nederlandse Album Top 100 | Datum van verschijnen | Datum van binnenkomst | Hoogste positie | Aantal weken | Opmerkingen                         |
| ------------------------------------------------------------------- | --------------------- | --------------------- | --------------- | ------------ | ----------------------------------- |
| Malaria                                                             | 1981                  | -                     | -               | -            | 12"                                 |
| How Do You Like My New Dog?                                         | 1981                  | -                     | -               | -            | 7"                                  |
| Emotion                                                             | 1982                  | -                     | -               | -            | Lp                                  |
| New York Passage                                                    | 1982                  | -                     | -               | -            | 12"                                 |
| White Water                                                         | 1982                  | -                     | -               | -            | 12"                                 |
| Revisited - Live                                                    | 1983                  | -                     | -               | -            | Live-album, uitgebracht op cassette |
| Beat The Distance                                                   | 1984                  | -                     | -               | -            | 12"                                 |
| Compiled                                                            | 1991                  | -                     | -               | -            | Verzamelalbum, uitgebracht op cd    |
| Kaltes Klares Wasser                                                | 1991                  | -                     | -               | -            | CDM                                 |
| Elation                                                             | 1992                  | -                     | -               | -            | CDM                                 |
| Cheerio                                                             | 1993                  | -                     | -               | -            | Cd                                  |
| Compiled 1981-1984                                                  | 2001                  | -                     | -               | -            | Verzamelalbum                       |
| Versus EP                                                           | 2001                  | -                     | -               | -            | 12"                                 |

## Prijzen en onderscheidingen
- Dance Music Award
  - 2001: in de categorie Succesvolste Duitse single (Kaltes klares Wasser)

## Trivia
- Het nummer Kaltes Klares Wasser werd in 2001 door Barbara Morgenstern en Chicks on Speed gecoverd.[3]